# Escaudœuvres
Escaudœuvres település Franciaországban, Nord megyében. Lakosainak száma 3180 fő (2022. január 1.). Escaudœuvres Eswars, Thun-l’Évêque, Thun-Saint-Martin, Cagnoncles, Cambrai, Cauroir, Naves és Ramillies községekkel határos.

## Népesség
A település népességének változása:
| Lakosok száma | 3333 | 3285 | 3313 | 3257 | 3238 | 3218 | 3186 | 3204 | 3180 |
|               | 2013 | 2015 | 2016 | 2017 | 2018 | 2019 | 2020 | 2021 | 2022 |